# Silute (flygplats)
Silute är en flygplats i Litauen. Den ligger i den västra delen av landet, 250 km väster om huvudstaden Vilnius. Silute ligger 25 meter över havet.
Terrängen runt Silute är mycket platt. Runt Silute är det ganska glesbefolkat, med 31 invånare per kvadratkilometer. Närmaste större samhälle är Silute, 3,6 km nordväst om Silute. Omgivningarna runt Silute är en mosaik av jordbruksmark och naturlig växtlighet.